# Тиквени
Тѝквени (на гръцки: Κολοκυνθού, Колокинту, до 1926 година Τίκβενη, Тиквени) е село в Егейска Македония, Гърция, в дем Костур, област Западна Македония със 704 жители.

## География
Селото е разположено на 10 километра западно от демовия център Костур, в Костурската котловина между Белица (Бистрица) и Рулската река (Бистрица).

## История

### Неолит
В 2001 година при разширяването на отклонението от магистралата Егнатия Одос от Сятища до Смърдеш край Тиквени е разкрито неолитно селище. Всички находки се датират след мезолита и се състоят от каменни и костени сечива, идоли, керамика и остатъци от лодки и бижута.

### В Османската империя
В XV век в Тиквени са отбелязани поименно 35 глави на домакинства.
В края на XIX век селото е чифлик. Александър Синве („Les Grecs de l’Empire Ottoman. Etude Statistique et Ethnographique“), който се основава на гръцки данни, в 1878 година пише, че в Тирвени (Tirvéni) живеят 600 гърци. В „Етнография на вилаетите Адрианопол, Монастир и Салоника“, издадена в Константинопол в 1878 година и отразяваща статистиката на населението от 1873 година, Тиквени (Tikvéni) е посочено като село с 49 домакинства и 130 жители българи и 20 мюсюлмани. Според статистиката на Васил Кънчов („Македония. Етнография и статистика“) в 1900 година Тиквени има 190 жители българи християни.
На Етнографската карта на Битолския вилает на Картографския институт в София от 1901 година Тиквени е чисто българско село в Костурската каза на Корчанския санджак с 45 къщи.
В началото на XX век цялото население на Тиквени е под върховенството на Цариградската патриаршия, но след Илинденското въстание в началото на 1904 година минава под върховенството на Българската екзархия. Същата година турските власти не допускат учителя Д. Георгиев от Шестеово да отвори българско училище в селото Според гръцкия вестник „Емброс“ още през януари 1903 година турски аскер опожарява екзархистките села Тиквени, Горенци и Жупанища. По данни на секретаря на екзархията Димитър Мишев („La Macédoine et sa Population Chrétienne“) в 1905 година в селото има 360 българи екзархисти.
Гръцка статистика от 1905 година не отразява промените и представя селото като гръцко с 200 жители. В 1910 година Тиквени (Τίκβενι) вече е представено като екзархийско село - с „200 православни гърци, под българския терор от 1904“.
Според Георгиос Панайотидис, учител в Цотилската гимназия, в 1910 година в Тиквени (Τίκβενη) има 20 семейства, от които 10 „схизматици“.
Според Георги Константинов Бистрицки Чифлик Тиквени преди Балканската война има 35 български къщи.
По време на Балканската война 3 души от Тиквени се включват като доброволци в Македоно-одринското опълчение.
На етническата карта на Костурското братство в София от 1940 година, към 1912 година Тиквенъ е обозначено като българско селище.

### В Гърция
През войната селото е окупирано от гръцки части и остава в Гърция след Междусъюзническата война. След 1919 година един човек се изселва по официален път в България, но емиграцията към България е много по-голяма.
Традиционно населението произвежда жито, тютюн, боб, ябълки и градинарски култури, като землището на селото е много плодородно.
Боривое Милоевич пише в 1921 година („Южна Македония“), че Тиквени има 15 къщи славяни християни.
В 1920 година селото е посочено с 15 къщи на християни славяни.
В 1926 година името на селото е преведено на Колокинту (в превод Тиквено).
Според гръцка статистика от 1932 година Тиквени (Колокинту) има 35 чуждоговорещи (славяногласни) фамилии.
През Втората световна война Тиквени е в италианската окупационна зона и в селото е създадено подразделение на Централния македонобългарски комитет, както и чета на българската паравоенна организация Охрана. Селото пострадва от войната.
През 1945 година гръцкият националист Павле Сягарис открадва от Тиквени пет глави добитък. През 1946 година главата на Евгения Колевичин (Атанасиу), член на НОМС, е остригана насред селото от гръцки реакционери.
По време на Гръцката гражданска война селото пострадва силно. 30 души загиват, а много емигрират в източноевропейските страни. Две деца са изведени извън страната от комунистическите власти като деца бежанци, а други 21 деца са отведени от гръцките власти в Солун и са предадени на фондацията на Кралица Фредерика „Агия Триада“.
| Година    | 1913 | 1920 | 1928 | 1940 | 1951 | 1961 | 1971 | 1981 | 1991 | 2001 | 2011 | 2021 |
| --------- | ---- | ---- | ---- | ---- | ---- | ---- | ---- | ---- | ---- | ---- | ---- | ---- |
| Население | 207  | 145  | 220  | 282  | 204  | 215  | 285  | 604  | 614  | 704  | 744  | 691  |

## Личности
Родени в Тиквени
- Апостол Живков, брат на Костандо Живков, загинал като доброволец в българската армия през Първата световна война
- Кирил Велев (1892-1974), български и американски общественик, ръководител на МПО „Александър Велики“ в Лорейн, Охайо.[28]
- Костандо Живков (1867 – 4 декември 1904), български революционер, костурски войвода на ВМОРО
- Наум Кръстев, български революционер от ВМОРО
- Никола Даров (Доров), македоно-одрински опълченец, Сборна партизанска рота на МОО,[29] попаднал в гръцки плен[30]
- Никола Тодоров (1891 – ?), македоно-одрински опълченец, 1 рота на 6 охридска дружина, Сборна партизанска рота на МОО, в гръцки плен от 12 юли 1913 до 1 март 1914 година[31]
- Ставри Динев (Динов), македоно-одрински опълченец, 2 рота на 8 костурска дружина, Сборна партизанска рота на МОО, в гръцки плен до 14 декември 1913 година[32]
- Стерьо Живков, брат на Костандо Живков, загинал като четник през 1907 година
- Христо Живков, брат на Костандо Живков, загинал в Гръцко-турската война (1919-1922)
- Христо Петров, български революционер от ВМОРО
- Щерьо Търпов, български революционер от ВМОРО, четник на Петър Христов Германчето[33]